# Cimetière juif de Forbach
Le cimetière juif de Forbach est un cimetière juif situé dans la commune française de Forbach du département de la Moselle, dans la région historique de la Lorraine.

## Histoire
À Forbach, quatre familles juives payant des impôts sont mentionnées en 1723 et neuf en 1753. Au XIXe siècle, leur nombre a fortement augmenté, si bien qu'en 1834, 314 habitants juifs, soit 10 % de la population, appartenaient à la communauté juive. Après la communauté juive de Metz, c'était la deuxième plus grande communauté juive du département de la Moselle. À partir de 1834, une synagogue est construite sur l'avenue Saint-Remy, qui doit être rénovée en 1862/63. Après avoir été détruit par les occupants allemands pendant la Seconde Guerre mondiale, il a été reconstruit à l'identique par la communauté juive après 1945. 

## Cimetière
Il a été créé vers 1800. Le cimetière juif est situé dans la rue Henri Kaufmann. De nombreuses pierres tombales sont encore conservées dans le cimetière. 